# Prva savezna liga Jugoslavije u nogometu 1954./55.
Prvenstvo Jugoslavije u nogometu za sezonu 1954./55. bilo je dvadeset i šesto po redu najviše nogometno natjecanje u Jugoslaviji, deveto poslijeratno. Novi prvak je postao hrvatski klub, Hajduk Split. Najbolji strijelci turnira bili su Predrag Marković (BSK Beograd), Kosta Tomašević (Spartak Subotica) i Bernard Vukas (Hajduk Split) s 20 golova. Doprvak je bio srbijanski klub, BSK Beograd.
Iako je Hajduk bio taj koji je osvojio prvenstvo, Partizan, koji je osvojio peto mjesto, bio je pozvan da predstavlja Jugoslaviju u Kupu prvaka 1955./56. na nivijativu francuskih sportskih novina L'Équipe.

## Sustav natjecanja
Igralo se u dvije faze. Momčadi su međusobno igrale dvokružni ligaški sustav. Igrala se po jedna utakmica na domaćem i gostujućem terenu.  Prvakom je postala momčad koja je sakupila najviše bodova u skupini za prvaka (pobjeda = 2 boda, neodlučeni ishod = 1 bod, poraz = bez bodova).
Pravila koje su određivala poredak na ljestvici su bila: 1) broj osvojenih bodova, 2) kvocijent golova.

## Formiranje lige
I u sezoni 1954./55. prva liga je brojala četrnaest ekipa a sačinjavali su je prvih dvanaest ekipa iz sezone 1953./54. kao i prve dve ekipe iz druge savezne lige iz sezone 1953./54.
- Iz Prve savezne lige natjecali su se Dinamo Zagreb, Partizan, Crvena zvezda, Hajduk Split, Vojvodina, Spartak Subotica, Sarajevo, BSK Beograd, Vardar Skoplje, Proleter Osijek, Lokomotiva Zagreb i Radnički Beograd
- Iz Druge savezne lige plasirali su se Zagreb i Željezničar

## Sudionici
| Slovenija | Hrvatska                                                           | Bosna i Hercegovina      | Srbija                    | Srbija                                                  | Srbija  | Crna Gora | Makedonija   |
| Slovenija | Hrvatska                                                           | Bosna i Hercegovina      | Vojvodina                 | Središnja Srbija                                        | Kosovo  | Crna Gora | Makedonija   |
| --------- | ------------------------------------------------------------------ | ------------------------ | ------------------------- | ------------------------------------------------------- | ------- | --------- | ------------ |
| - nitko   | - Dinamo (Z) - Hajduk (S) - Lokomotiva (Z) - Proleter (O) - Zagreb | - Sarajevo - Željezničar | - Spartak (S) - Vojvodina | - BSK Beograd - Crvena zvezda - Partizan - Radnički (B) | - nitko | - nitko   | - Vardar (S) |

- Beogradski SK, Beograd
- FK Crvena zvezda, Beograd
- NK Dinamo, Zagreb
- NK Hajduk, Split
- NK Lokomotiva, Zagreb
- JSD Partizan, Beograd
- FK Proleter, Osijek
- FK Radnički, Beograd
- FK Sarajevo, Sarajevo
- FK Spartak, Subotica
- FK Vardar, Skoplje
- FK Vojvodina, Novi Sad
- NK Zagreb, Zagreb
- FK Željezničar, Sarajevo

## Ljestvica
| mj.     | klub                 | ut. | pob. | ner. | por. | gol+ | gol- | kvoc  | bod |
| ------- | -------------------- | --- | ---- | ---- | ---- | ---- | ---- | ----- | --- |
| 1.      | Hajduk Split         | 26  | 16   | 6    | 4    | 69   | 27   | 2,875 | 38  |
| 2.      | BSK Beograd          | 26  | 15   | 6    | 5    | 61   | 43   | 1,418 | 36  |
| 3.      | Dinamo Zagreb        | 26  | 14   | 6    | 6    | 54   | 49   | 1,102 | 34  |
| 4.      | Crvena zvezda        | 26  | 14   | 5    | 7    | 57   | 36   | 1,583 | 33  |
| 5.      | Partizan             | 26  | 12   | 6    | 8    | 58   | 36   | 1,611 | 30  |
| 6.      | Vojvodina            | 26  | 10   | 9    | 7    | 48   | 36   | 1,333 | 29  |
| 7.      | Sarajevo             | 26  | 11   | 6    | 9    | 50   | 36   | 1,388 | 28  |
| 8.      | Spartak Subotica     | 26  | 10   | 5    | 11   | 54   | 57   | 0,947 | 25  |
| 9.      | Zagreb               | 26  | 9    | 6    | 11   | 34   | 44   | 0,772 | 24  |
| 10.     | Radnički Beograd     | 26  | 9    | 4    | 13   | 34   | 42   | 0,809 | 22  |
| 11.     | Željezničar Sarajevo | 26  | 8    | 3    | 15   | 34   | 52   | 0,653 | 19  |
| 12.     | Proleter Osijek      | 26  | 6    | 7    | 13   | 29   | 51   | 0,568 | 19  |
| 13.     | Vardar Skoplje       | 26  | 5    | 8    | 13   | 24   | 41   | 0,585 | 18  |
| 14.     | Lokomotiva Zagreb    | 26  | 3    | 3    | 20   | 25   | 81   | 0,308 | 9   |
|         |                      |     |      |      |      |      |      |       |     |
| Izvori: |                      |     |      |      |      |      |      |       |     |

- Hajduk Split je prvak Jugoslavije
- Partizan je primljen (po pozivu) u Kupu prvaka
- Vardar Skoplje i Lokomotiva Zagreb ispali su u Drugu saveznu ligu

## Rezultati
| 1954./55. | 1954./55.         | HAJ | BSK | DIN | C.Z | PAR | VOJ | SAR | SPA | ZAG | RAD | ŽEL | PRO | VAR | LOK |
| 1.        | Hajduk Split      |     | 6:2 | 1:1 | 4:1 | 2:1 | 2:1 | 0:1 | 4:1 | 4:0 | 5:1 | 1:0 | 5:3 | 6:0 | 7:0 |
| 2.        | BSK Beograd       | 0:0 |     | 3:5 | 2:1 | 1:1 | 2:2 | 3:1 | 4:3 | 5:2 | 0:1 | 1:0 | 3:1 | 0:2 | 2:1 |
| 3.        | Dinamo Zagreb     | 0:6 | 3:3 |     | 2:3 | 4:3 | 3:1 | 2:2 | 3:1 | 2:2 | 2:1 | 2:1 | 1:1 | 3:0 | 3:3 |
| 4.        | Crvena zvezda     | 2:2 | 1:3 | 2:0 |     | 2:1 | 2:2 | 1:3 | 2:0 | 1:1 | 2:0 | 6:1 | 3:1 | 3:1 | 4:0 |
| 5.        | Partizan          | 0:1 | 0:3 | 3:2 | 1:4 |     | 0:0 | 3:0 | 5:0 | 1:3 | 7:0 | 3:1 | 2:2 | 3:0 | 2:3 |
| 6.        | Vojvodina         | 1:1 | 4:2 | 0:1 | 3:2 | 1:1 |     | 3:1 | 6:3 | 0:1 | 2:5 | 0:0 | 1:1 | 2:1 | 4:1 |
| 7.        | Sarajevo          | 3:1 | 0:2 | 2:0 | 2:0 | 1:3 | 1:3 |     | 2:2 | 3:1 | 1:0 | 2:3 | 5:0 | 0:0 | 8:0 |
| 8.        | Spartak Subotica  | 4:3 | 2:2 | 4:1 | 2:0 | 0:3 | 0:3 | 1:1 |     | 2:1 | 0:1 | 4:1 | 0:1 | 1:1 | 6:1 |
| 9.        | Zagreb            | 0:0 | 1:3 | 1:2 | 2:4 | 1:1 | 2:1 | 2:1 | 2:3 |     | 2:1 | 2:1 | 1:0 | 3:1 | 2:0 |
| 10.       | Radnički Beograd  | 0:1 | 2:2 | 1:2 | 0:0 | 2:3 | 0:0 | 3:1 | 2:0 | 1:0 |     | 1:1 | 3:4 | 2:1 | 4:0 |
| 11.       | Željezničar       | 3:2 | 0:2 | 3:5 | 1:2 | 1:3 | 1:0 | 1:6 | 2:3 | 5:1 | 2:1 |     | 0:0 | 2:1 | 3:1 |
| 12.       | Proleter Osijek   | 0:0 | 1:2 | 1:2 | 3:5 | 2:5 | 1:2 | 0:0 | 0:5 | 1:0 | 1:0 | 2:0 |     | 0:1 | 3:2 |
| 13.       | Vardar Skoplje    | 1:2 | 2:4 | 1:2 | 0:0 | 0:0 | 2:2 | 1:1 | 2:2 | 0:0 | 0:2 | 1:0 | 2:0 |     | 3:0 |
| 14.       | Lokomotiva Zagreb | 1:3 | 1:5 | 0:1 | 0:4 | 0:3 | 0:4 | 1:2 | 4:5 | 1:1 | 2:0 | 0:1 | 1:1 | 1:0 |     |

28. srpnja 1954. Ligaška komisija FSJ izvlačila je brojeve svih klubova kockom, a zatim je preko Bergerovih tablica odredila parove za sva ovosezonska prvenstva. Na redovnoj konferenciji Lige klubova održanoj 8. kolovoza 1954. izvršene su korekcije (zamjena domaćinstva) za pojedine parove.
| 1. kolo 28. 8. 1954. Radnički (B) – Proleter (O) 3:4 (3:3) 29. 8. 1954. Crvena zvezda – Hajduk 2:2 (1:1) Vojvodina – Zagreb 0:1 (0:0) Željezničar – Dinamo 3:5 (1:4) Lokomotiva – BSK 1:5 (1:4) Vardar – Sarajevo 1:1 (1:0) Spartak – Partizan 0:3 (0:3) 2. kolo 11. 9. 1954. Dinamo – Radnički (B) 2:1 (2:1) 12. 9. 1954. Partizan – Željezničar 3:1 (0:1) Crvena zvezda – Vardar 3:1 (2:1) Zagreb – BSK 1:3 (0:1) Hajduk – Proleter (O) 5:3 (2:1) Spartak – Lokomotiva 6:1 (2:1) Sarajevo – Vojvodina 1:3 (0:2) 3. kolo 19. 9. 1954. Vardar – Hajduk 1:2 (0:1) Vojvodina – Crvena zvezda 3:2 (2:0) BSK – Sarajevo 3:1 (2:0) Zagreb – Spartak 2:3 (1:1) Željezničar – Lokomotiva 3:1 (1:0) Radnički (B) – Partizan 2:3 (1:1) Proleter (O) – Dinamo 1:2 (0:0) 4. kolo 26. 9. 1954. Zagreb – Željezničar 2:1 (1:0) Lokomotiva – Radnički (B) 2:0 (1:0) 3. 10. 1954. Sarajevo – Spartak 2:2 (2:0) 10. 10. 1954. Vardar – Vojvodina 2:2 (1:2) 27. 10. 1954. Hajduk – Dinamo 1:1 (1:1) BSK – Crvena zvezda 2:1 (1:1) 28. 10. 1954. Partizan – Proleter (O) 2:2 (2:0) 5. kolo 10. 10. 1954. Željezničar – Sarajevo 1:6 (0:3) 13. 10. 1954. Radnički (B) – Zagreb 1:0 (1:0) BSK – Vardar 0:2 (0:2) Dinamo – Partizan 4:3 (1:2) Spartak – Crvena zvezda 2:0 (1:0) Vojvodina – Hajduk 1:1 (0:1) Proleter (O) – Lokomotiva 3:2 6. kolo 23. 10. 1954. Lokomotiva – Dinamo 0:1 (0:1) Vardar – Spartak 2:2 (1:2) 24. 10. 1954. Crvena zvezda – Željezničar 6:1 (3:0) BSK – Vojvodina 2:2 (1:1) Hajduk – Partizan 2:1 (0:1) Sarajevo – Radnički (B) 1:0 (0:0) Zagreb – Proleter 1:0 (0:0) 7. kolo 31. 10. 1954. Hajduk – BSK 6:2 (2:2) Spartak – Vojvodina 0:3 (0:1) Željezničar – Vardar 2:1 (1:1) Radnički (B) – Crvena zvezda 0:0 Partizan – Lokomotiva 2:3 (1:1) Proleter (O) – Sarajevo 0:0 Dinamo – Zagreb 2:2 (1:0) 8. kolo 7. 11. 1954. Sarajevo – Dinamo 2:0 (1:0) Vardar – Radnički (B) 0:2 (0:1) Vojvodina – Željezničar 0:0 10. 11. 1954. Crvena zvezda – Proleter (O) 3:0 (2:0) BSK – Spartak 4:3 (0:1) Zagreb – Partizan 1;1 (1:0) Hajduk – Lokomotiva 7:0 (2:0) 9. kolo 13. 11. 1954. Zagreb – Lokomotiva 1:1 (1:0) 14. 11. 1954. Radnički (B) – Vojvodina 0:0 Partizan – Sarajevo 3:0 (2:0) Spartak – Hajduk 4:3 (2:3) Proleter (O) – Vardar 0:1 (0:1) Dinamo – Crvena zvezda 2:3 (1:2) Željezničar – BSK 0:2 (0:2) 10. kolo 20. 11. 1954. BSK – Radnički (B) 0:1 (0:0) 21. 11. 1954. Crvena zvezda – Partizan 2:1 (1:0) Zagreb – Hajduk 0:0 Sarajevo – Lokomotiva 8:0 (4:0) Vardar – Dinamo 1:2 (1:0) Vojvodina – Proleter (O) 1:1 (0:0) Spartak – Željezničar 4:1 (3:0) 11. kolo 28. 11. 1954. Dinamo – Vojvodina 3:1 (2:0) Hajduk – Željezničar 1:0 (1:0) Radnički (B) – Spartak 2:0 (1:0) Proleter (O) – BSK 1:2 (1:0) Sarajevo – Zagreb 3:1 (2:0) 2. 12. 1954. Partizan – Vardar 3:0 (1:0) Lokomotiva – Crvena zvezda 0:4 (0:1) 12. kolo 5. 12. 1954. BSK – Dinamo 3:5 (1:2) Hajduk – Sarajevo 0:1 (0:1) Željezničar – Radnički (B) 2:1 (0:0) Lokomotiva – Vardar 1:0 (1:0) Vojvodina – Partizan 1:1 (1:1) Spartak – Proleter (O) 0:1 (0:1) Crvena zvezda – Zagreb 1:1 (0:1) 13. kolo 8. 12. 1954. Zagreb – Vardar 3:1 (2:0) 12. 12. 1954. Partizan – BSK 0:3 (0:2) Sarajevo – Crvena zvezda 2:0 (1:0) Radnički (B) – Hajduk 0:1 (0:1) Proleter (O) – Željezničar 2:0 (2:0) Vojvodina – Lokomotiva 4:1 (3:1) Dinamo – Spartak 3:1 (1:1) | 14. kolo 12. 3. 1955. Dinamo – Željezničar 2:1 (2:1) 13. 3. 1955. Hajduk – Crvena zvezda 4:1 (0:0) Sarajevo – Vardar 0:0 Zagreb – Vojvodina 2:1 (1:0) Proleter (O) – Radnički (B) 1:0 (1:0) Partizan – Spartak 5:0 (1:0) BSK – Lokomotiva 2:1 (1:0) 15. kolo 20. 3. 1955. Radnički (B) – Dinamo 1:2 (1:0) Proleter (O) – Hajduk 0:0 BSK – Zagreb 5:2 (3:0) Lokomotiva – Spartak 4:5 (2:3) Željezničar – Partizan 1:3 (0:2) Vardar – Crvena zvezda 0:0 Vojvodina – Sarajevo 3:1 (1:0) 16. kolo 26. 3. 1955. Partizan – Radnički (B) 7:0 (4:0) Dinamo – Proleter (O) 1:1 (0:0) 27. 3. 1955. Crvena zvezda – Vojvodina 2:2 (0:2) Spartak – Zagreb 2:1 (1:1) Sarajevo – BSK 0:2 (0:1) Lokomotiva – Željezničar 0:1 (0:0) Hajduk – Vardar 6:0 (2:0) 17. kolo 3. 4. 1955. Dinamo – Hajduk 0:6 (0:3) BSK – Crvena zvezda 3:1 (2:1) Željezničar – Zagreb 5:1 (2:0) Spartak – Sarajevo 1:1 (0:1) Radnički (B) – Lokomotiva 4:0 (1:0) Proleter (O) – Partizan 2:5 (0:3) Vojvodina – Vardar 2:1 (1:0) 18. kolo 17. 4. 1955. Crvena zvezda – Spartak 2:0 (1:0) Vardar – BSK 2:4 (1:2) Hajduk – Vojvodina 2:1 (1:1) Lokomotiva – Proleter (O) 1:1 (1:0) Zagreb – Radnički (B) 2:1 (1:0) Željezničar – Sarajevo 3:2 (1:1) 21. 4. 1957. Partizan – Dinamo 3:2 (1:1) 19. kolo 23. 4. 1955. Radnički (B) – Sarajevo 3:1 (3:1) 24. 4. 1955. Partizan – Hajduk 0:1 (0:1) Vojvodina – BSK 4:2 (4:0) Željezničar – Crvena zvezda 1:2 (0:0) Dinamo – Lokomotiva 3:3 (2:2) Spartak – Vardar 1:1 (1:0) Proleter (O) – Zagreb 1:0 (1:0) 20. kolo 7. 5. 1955. Crvena zvezda – Radnički (B) 2:0 (1:0) Zagreb – Dinamo 1:2 (1:1) 8. 5. 1955. BSK – Hajduk 0:0 Vardar – Željezničar 1:0 (0:0) Lokomotiva – Partizan 0:3 (0:1) Sarajevo – Proleter (O) 5:0 (4:0) Vojvodina – Spartak 6:3 (4:2) 21. kolo 18. 5. 1955. Partizan – Zagreb 1:3 (1:2) Radnički (B) – Vardar 2:1 (0:1) Željezničar – Vojvodina 1:0 (0:0) Dinamo – Sarajevo 2:2 (0:2) Lokomotiva – Hajduk 1:3 (0:2) Spartak – BSK 2:2 (1:1) Proleter (O) – Crvena zvezda 3:5 (1:2) 22. kolo 22. 5. 1955. BSK – Željezničar 1:0 (0:0) Lokomotiva – Zagreb 0:1 (0:2) Vardar – Proleter (O) 2:0 (0:0) 28. 5. 1955. Sarajevo – Partizan 1:3 (0:1) 2. 6. 1955. Vojvodina – Radnički (B) 2:5 (0:3) Hajduk – Spartak 4:1 (2:0) Crvena zvezda – Dinamo 2:0 (1:0) 23. kolo 29. 5. 1955. Radnički (B) – BSK 2:2 (2:1) 8. 6. 1955. Željezničar – Spartak 2:3 (0:3) Lokomotiva – Sarajevo 1:2 (0:1) Partizan – Crvena zvezda 1:4 (1:2) Hajduk – Zagreb 4:0 (1:0) Proleter (O) – Vojvodina 1:2 (1:2) 9. 6. 1955. Dinamo – Vardar 3:0 (2:0) 24. kolo 5. 6. 1955. Vojvodina – Dinamo 0:1 (0:1) Zagreb – Sarajevo 2:1 (1:1) Željezničar – Hajduk 3:2 (2:0) Spartak – Radnički (B) 0:1 (0:0) BSK – Proleter (O) 3:1 (3:1) Vardar – Partizan 0:0 Crvena zvezda – Lokomotiva 4:0 (3:0) 25. kolo 11. 6. 1955. Zagreb – Crvena zvezda 2:4 (0:3) 12. 6. 1955. Partizan – Vojvodina 0:0 Radnički (B) – Željezničar 1:1 (1:0) Proleter (O) – Spartak 0:5 (0:4) Sarajevo – Hajduk 3:1 (3:1) Dinamo – BSK 3:3 (1:2) 14. 6. 1955. Vardar – Lokomotiva 3:0 (2:0) 26. kolo 18. 6. 1955. Crvena zvezda – Sarajevo 1:3 (1:1) 19. 6. 1955. Hajduk – Radnički (B) 5:1 (2:0) Lokomotiva – Vojvodina 0:4 (0:3) Željezničar – Proleter (O) 0:0 Vardar – Zagreb 0:0 Spartak – Dinamo 4:1 (3:1) BSK – Partizan 1:1 (0:0) |

## Prvaci
Hajduk Split
Trener: Aleksandar Tomašević.
Popis igrača s brojem odigranih ligaških utakmica i brojem postignutih ligaških pogodaka: 

Davor Grčić (26/1)

Slavko Luštica (26/1)

Bernard Vukas (26/20)

Joško Vidošević (26/18)

Ljubomir Kokeza (25/0)

Sulejman Rebac (23/9)

Vladimir Schönauer (22/7)

Frane Matošić (21/8)

Vladimir Beara (20/0)

Božo Broketa (20/1)

Lenko Grčić (20/0)

Nikola Radović (20/1)

Ante Vulić (6/0)

Bogdan Kragić (3/3)

Davor Benčić (1/0)

Leo Dadić (1/0)

## Statistika

### Ljestvica strijelaca
Pri jednakom broju pogodaka igrači su poredani abecedno.
| Pl. | Ime               | Klub             | Pogodaka |
| --- | ----------------- | ---------------- | -------- |
| 1.  | Predrag Marković  | BSK Beograd      | 20       |
| 1.  | Kosta Tomašević   | Spartak Subotica | 20       |
| 1.  | Bernard Vukas     | Hajduk Split     | 20       |
| 4.  | Joško Vidošević   | Hajduk Split     | 18       |
| 5.  | Stjepan Bobek     | Partizan         | 16       |
| 6.  | Aleksandar Benko  | Dinamo Zagreb    | 15       |
| 6.  | Tihomir Ognjanov  | Spartak Subotica | 15       |
| 8.  | Ilijas Pašić      | Željezničar      | 14       |
| 8.  | Ivan Toplak       | Crvena zvezda    | 14       |
| 8.  | Todor Veselinović | Vojvodina        | 14       |

Izvori:

### Broj gledatelja i golova
| Jesenski dio                                                                    | Jesenski dio | Jesenski dio |  | Proljetni dio | Proljetni dio | Proljetni dio |
| Kolo                                                                            | Golova       | Gledatelja   |  | Kolo          | Golova        | Gledatelja    |
| ------------------------------------------------------------------------------- | ------------ | ------------ |  | ------------- | ------------- | ------------- |
| I.                                                                              | 31           | 87.000       |  | XIV.          | 20            | 86.000        |
| II.                                                                             | 34           | 73.500       |  | XV.           | 27            | 100.000       |
| III.                                                                            | 29           | 78.500       |  | XVI.          | 25            | 93.000        |
| IV.                                                                             | 22           | 57.000       |  | XVII.         | 32            | 130.000       |
| V.                                                                              | 26           | 56.000       |  | XVIII.        | 26            | 113.000       |
| VI.                                                                             | 21           | 74.000       |  | XIX.          | 23            | 102.000       |
| VII.                                                                            | 23           | 74.500       |  | XX.           | 23            | 74.000        |
| VIII.                                                                           | 23           | 71.000       |  | XXI.          | 28            | 75.500        |
| IX.                                                                             | 20           | 58.000       |  | XXII.         | 23            | 63.500        |
| X.                                                                              | 22           | 61.500       |  | XXIII.        | 27            | 81.500        |
| XI.                                                                             | 21           | 44.000       |  | XXIV.         | 18            | 71.000        |
| XII.                                                                            | 18           | 69.500       |  | XXV.          | 26            | 84.000        |
| XIII.                                                                           | 21           | 71.000       |  | XXVI.         | 21            | 79.000        |
| Ukupno: 630 golova (3,46 po utakmici) 2.028.000 gledatelja (11.143 po utakmici) |              |              |  |               |               |               |
| Izvori:                                                                         |              |              |  |               |               |               |

## Poveznice
- Druga savezna liga 1954./55.
- Treći rang prvenstva Jugoslavije 1954./55.
- Kup maršala Tita 1954.

## Vanjske poveznice
- [neaktivna poveznica]
- Eu-football.info
- SISTEM TAKMIČENJA U JUGOSLAVIJI 1945.-1955.
- www.historical-lineups.com
  - Godišnjak
  - Klubovi
  - Statistika 1952-1955
- exyufudbal.in.rs : tabele
- exyufudbal.in.rs : rezultati